# Ellie White
Ellie White, pseudonimo di Elena Baltagan (Buzău, 28 febbraio 1984), è una cantautrice rumena.

## Inizi
Nata a Buzău il 28 febbraio 1984, frequenta le scuole e poi i licei superiori di arte del paese.
Al 9º grado delle superiori viene scelta per partecipare ad una serie di Festival musicali di pop nei paesi di Amara, Călărași e Baia Mare. In seguito approda al Nehoiu Festival delle edizioni del 2001, 2002 e 2003 e in quest'ultimo anno partecipa anche al Calatis Festival, girando i paesi di Vaslui, Sulina e la stessa Buzau, ricevendo numerosi premi.

## Carriera con i DJ Project
Nel 2003 inizia la sua carriera da professionista con i DJ Project, diventando la voce del gruppo e conosciuta col suo nome di nascita Elena Baltagan. Nell'autunno dello stesso anno incide il suo primo album con la band dal titolo Lumea ta. Nel 2004, quando ormai il singolo omonimo dell'album ha ottenuto un grande successo, rimanendo per circa un mese nella TOP 100 dei brani rumeni, inizia la sua carriera con l'etichetta discografica Ministry of Sound ed il primo singolo estratto dal secondo album, dal titolo DJ Elena, è stato Privirea ta che insieme al singolo Soapte dominò le classifiche di quell'anno. Nel 2006 il gruppo viene premiato come Miglior musica dance agli MTV Music Awards di Cluj. Pochi mesi dopo la band pubblica il suo quinto album, il terzo con Elena, dal titolo Povestea mea. L'album conteneva 15 pezzi tra cui la versione inglese delle canzoni Before I Sleep e della hit Privirea tea. Sempre nello stesso anno a Bacău, la band viene premiata come Miglior gruppo di ballo in occasione dei Romania Top 100. A novembre a Copenaghen la band riceve il premio più importante della carriera, ossia il Best Romanian Act, agli MTV Europe Music Awards. Nell'estate 2007 il gruppo pubblica il sesto album della carriera dal titolo Două anotimpuri (Due stagioni). Nel 2009 la band collabora per il progetto chiamato In the Club, disco che riunisce le più importanti voci e performance di artisti rumeni. Poco dopo la sua uscita Elena prende la decisione di lasciare il gruppo per intraprendere la carriera da solista.

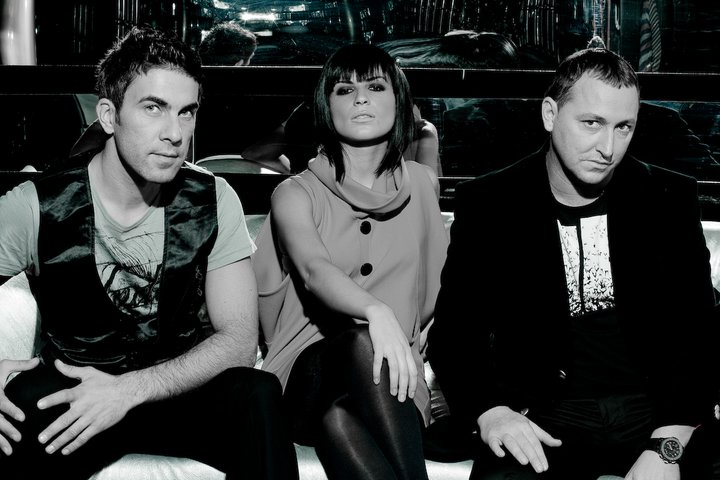
Ellie White con i DJ Project.

## Carriera solista
Inizia la sua carriera da solista sotto lo pseudonimo di Ellie White e nel 2010 pubblica il suo primo singolo dal titolo One love, tradotto dalla canzone Nu te mai caut che ottiene un grande successo, rimanendo per svariate settimane alla posizione numero uno delle classifiche ed annuncia al contempo l'arrivo del suo primo album da solista. Nel 2011 esce il suo secondo singolo Power of Love, il quale segna la sua vera e propria affermazione da solista. Il video del singolo è stato girato in Sicilia e precisamente alla Scala dei Turchi e alla Valle dei Templi di Agrigento. Nello stesso anno esce il terzo singolo chiamato Sete De Noi che risulta avere un ottimo successo considerato che nel primo mese dalla sua uscita era già tra i brani più ascoltati in Romania. Di questa canzone l'artista ne ha composto la versione in inglese dal titolo Forever Mine. Nel 2012 escono altri due brani: Ziua Mea e Temple of love.